# HMS Derwent (L83)
La HMS Derwent fu un cacciatorpediniere classe Hunt Type III della Royal Navy britannica. Fu costruita dalla Vickers-Armstrongs a Barrow-in-Furness e prestò servizio durante la seconda guerra mondiale.

## Costruzione e progetto

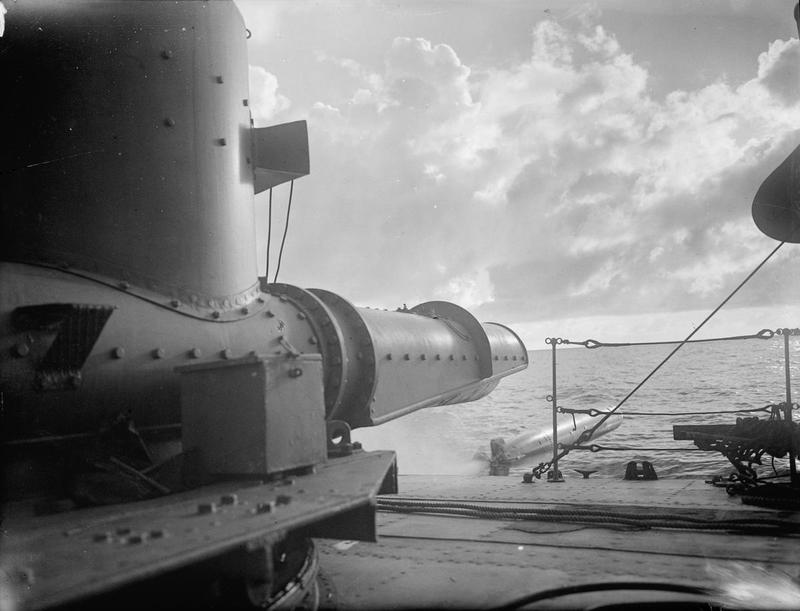
HMS Derwent mentre espelle un siluro nell'Oceano Indiano il 25 novembre 1942 (IWM A13695)

Il Derwent fu uno dei sette cacciatorpediniere di classe Hunt Type III ordinati per la Royal Navy il 4 luglio 1940, nell'ambito del War Emergency Programme del 1940. La classe Hunt doveva soddisfare il bisogno della Royal Navy di un gran numero di cacciatorpediniere in grado di scortare i convogli e di operare con la flotta principale. I cacciatorpediniere classe Hunt Type III differivano dai precedenti cacciatorpediniere Tipo II grazie alla sostituzione del cannone binato da 4 pollici con due tubi lanciasiluri.
Il cacciatorpediniere classe Hunt Type III era lungo complessivamente 85,34m con una larghezza massima di 9,60m ed un pescaggio di 2,36m. Il dislocamento standard era di 1.070 tonnellate che potevano raggiungere le 1.510 tonnellate a pieno carico.
Le due caldaie a vapore generavano una potenza di 19.000cv (14.000kW) alle due elicheLa velocità massima generata era di 27 nodi (50km/h). Il cacciatorpediniere poteva trasportare 351 tonnellate di carburante ottenendo un'autonomia di circa 3.700 miglia nautiche (6.900 km) alla velocità di 15 nodi (28km/h).
L'armamento principale era composto da quattro cannoni QF Mk XVI da 4 pollici (102mm) installati in due torrette binate utilizzabili sia contro la navi che contro i velivoli, da quattro cannoni Vickers-Armstrong QF-2 lb "pom-pom" e tre cannoni Oerlikon da 20mm per il contrasto degli aerei nemici. Due tubi lanciasiluri da 533mm (21 pollici) erano installati in un'unica torretta binata, mentre due tramogge e quattro lanciatori per bombe di profondità comprensivi di 70 cariche componevano l'armamento anti-sommergibile. Erano installati inoltre i radar Type 291 e Type 285 ed il sonar Type 128.
Il Derwent fu impostata nei cantieri Vickers Armstron a Barrow-in-Furness il 12 dicembre 1940, fu varato il 22 agosto 1941 e completato il 24 aprile 1942.

## Servizio operativo
Il 19 marzo 1943, mentre era ancorato nel porto di Tripoli, in Libia, il Derwent fu investito da una Motobomba FFF lanciata da un aereo italiano. Un'altra fonte, più specifica, afferma che il cacciatorpediniere fu danneggiato dagli stormi di bombardieri KG 54 e KG 77, che affondarono anche l’Ocean Voyager (7.174t ), ed il piroscafo greco Vavara (1.654t).
Il Derwent venne arenato per impedirne l'affondamento ed in seguito fu temporaneamente riparato e rimorchiato in Inghilterra. Furono eseguite alcune riparazioni, ma i lavori furono sospesi nel gennaio del 1945 così fu messo in riserva, ed infine demolito nel 1947.